# 夫子井
夫子井，位于中国广东省云浮市郁南县都城镇五金厂左旁，为郁南县的一个县级文物保护单位，类型为古建筑，公布时间为1985年。
夫子井的历史年代为宋代。